# Delfina Merino

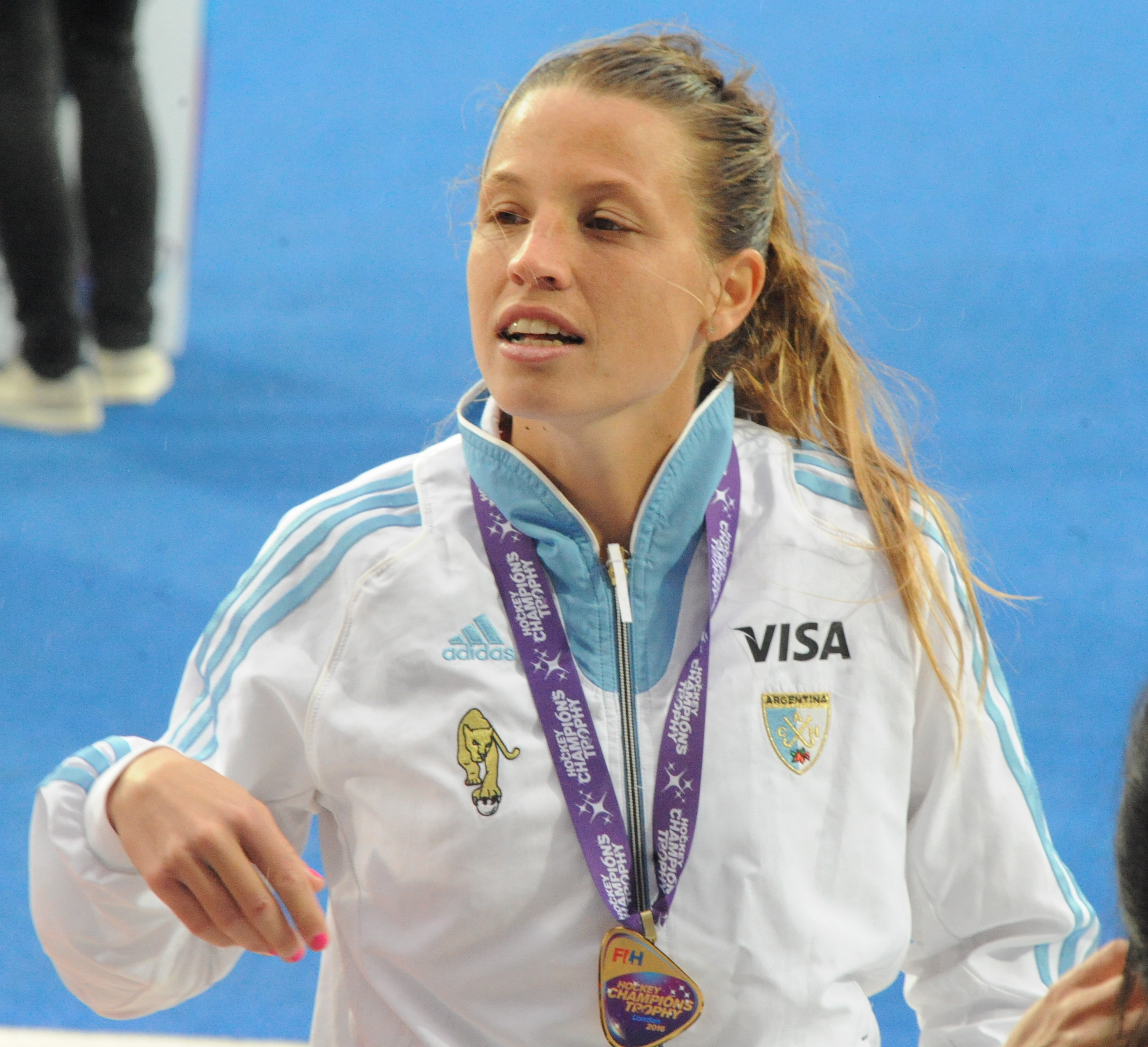
Delfina Merino (2016)

Delfina Merino (* 15. Oktober 1989 in Vicente López, Provinz Buenos Aires) ist eine argentinische Hockeyspielerin. Seit ihrem fünften Lebensjahr spielt sie für den Verein Banco Provincia aus Vicente López, seit 2009 außerdem für die Nationalmannschaft ihres Landes. Die Rechtshänderin spielt im Sturm und trägt die Rückennummer 12. Neben ihrer Sportlerkarriere studiert sie Rechtswissenschaften an der Universidad de Buenos Aires.
Mit der argentinischen Nationalmannschaft gewann sie die Silbermedaille bei den Olympischen Sommerspielen 2012 und die Goldmedaille bei der Weltmeisterschaft 2010. Beim Gewinn der Copa Panamericana im September 2013 erzielte sie den entscheidenden Treffer zum 1:0-Finalsieg gegen die USA.

## Erfolge
Übersicht der Erfolge mit der argentinischen Nationalmannschaft
- 2008 – Bronzemedaille bei der Copa Americana Junior (Mexiko)
- 2009 – Goldmedaille bei der Copa Americana Junior (Bermuda)
- 2009 – Goldmedaille beim Vier-Nationen-Turnier (Südafrika)
- 2009 – Goldmedaille bei der Champions Trophy (Australien)
- 2009 – Silbermedaille bei der Juniorenweltmeisterschaft (USA)
- 2010 – Goldmedaille bei der Champions Trophy (England)
- 2010 – Goldmedaille bei der Weltmeisterschaft (Argentinien)
- 2011 – Silbermedaille bei der Champions Trophy (Niederlande)
- 2011 – Silbermedaille bei den Panamerikanischen Spielen (Mexiko)
- 2011 – Goldmedaille beim Vier-Nationen-Turnier (Deutschland)
- 2012 – Goldmedaille bei der Champions Trophy (Argentinien)
- 2012 – Silbermedaille bei den Olympischen Spielen von London (England)
- 2013 – Goldmedaille bei der Copa Panamericana (Argentinien)
- 2014 – Bronzemedaille bei der Weltmeisterschaft (Niederlande)
- 2014 – Goldmedaille bei der Champions Trophy (Argentinien)
- 2015 – Silbermedaille bei den Panamerikanischen Spielen (Kanada)
- 2021 – Silbermedaille bei den Olympischen Spielen 2020 (Japan)